# Abd Almoniem Rahama
 (juillet 2018).
- Si vous ne connaissez pas le sujet, laissez ce bandeau (vous pouvez alors contacter les auteurs).
- Si vous supprimez le contenu mis en cause (vous pouvez préalablement contacter les auteurs),

argumentez précisément cette suppression dans la page de discussion
(un manque de référence n'est pas un argument ; une recherche réelle de référence doit avoir été effectuée, être formellement documentée).
Abd Almoniem Rahama (en arabe : عبدالمنعم رحمه) né en 1960 à El-Damer, dans la région du Nil au Soudan, est un écrivain, journaliste, poète et militant des droits humains soudanais. 
Il est aussi connu sous les noms de Moneim Rahma ou Moneim Rahama.
Moneim Rahama est un homme de culture (radio, théâtre, édition, journaux), défenseur des droits humains. Pour ses positions politiques, il est arrêté en 2011 et condamné à mort. Relâché grâce à une campagne de soutien internationale, il se réfugie en Éthiopie. Surveillé par les services de renseignements soudanais, il part en France en 2015 et reçoit la même année le Prix PEN International pour la liberté d'expression.

## Biographie

### Exil forcé
Après des études de commerce à l'université du Caire, Rahama obtient un emploi de comptable au journal Al Adwa. Il rêve d'être journaliste et il commence peu à peu à écrire des articles. Dans les années 1980, il est un membre actif de l'Union des écrivains soudanais. Il milite contre le Front national islamique qui a  pris le pouvoir après un coup d'État militaire en 1989, dirigé par Omar el-Béchir. Après le coup d'État, de nombreux intellectuels et journalistes sont arrêtés et emprisonnés. Contraint à l'exil, Rahama s'installe en Érythrée et fonde le journal Bells of Freedom (les Cloches de la liberté) qui dénonce la dictature d'Omar el-Béchir. Puis en 2001, il part à Nairobi, au Kenya, et travaille pour la radio Soudan Radio Service. 

### Retour au Soudan
Rahama peut rentrer au Soudan après l'accord de paix signé en 2005. Il s'installe dans la province du Nil Bleu qui vient d'être libéré par l'armée populaire (MPSL/A).
En 2009, il devient conseiller culturel du gouvernement de la province du Nil Bleu et a créé de nombreux festivals de culture à Ad-Damazin, jouant un rôle dans la création du centre culturel Malek Agar. Il participe à la création de l'organisation Soudan de la culture et des arts qui tente de faire passer un message de paix et de dialogue inter-culturel par le biais du théâtre itinérant.
Il fonde la revue El Zarqaa (Bleu) dans lequel il aborde des sujets sensibles, comme la sécurité et le rôle de l'armée. 

### Arrestation et condamnation à mort
Rahma est arrêté par le Service national de la sûreté et du renseignement (NISS) le 2 septembre 2011 à Ad-Damazin, la capitale de l'État du Nil Bleu, un jour après la reprise des combats entre les Soudanais de l'armée nationale et les forces du Mouvement populaire de libération du Soudan-Nord (MPLS-N).
Le 24 novembre 2011, Rahama et 18 autres membres présumés du MPLS-N ont été condamnés à la peine de mort par un tribunal militaire, sans avoir accès à un avocat et sans aucune charge énoncée contre lui.
Amnesty international a lancé une pétition en décembre 2011 afin de le faire sortir de prison.
Dans une interview, Rahama explique : « J’ai écrit des colonnes[pas clair] dans le magazine El Zarqaa : c’était un appel à la démocratie et aux droits de l’homme. Cela n’a pas plu au gouvernement. J’ai été arrêté en 2011 et torturé chaque jour pendant un an, retenu dans une minuscule cellule. Le jugement a eu lieu et la sentence est tombée : la condamnation à mort. Personne ne savait où j’étais. J’ai été libéré grâce à l’intervention d’Amnesty International mais assigné à domicile pendant 6 mois. La sentence de peine de mort n’est toujours pas levée ».

### Vie en France
Rahama est arrivé en France en 2015 où il fut d'abord hébergé par la Maison des Journalistes en attendant d'obtenir le statut de réfugié. Il est actuellement membre de l'Atelier des artistes en exil, à Paris. 
Il participe plusieurs fois au dispositif Renvoyé Spécial, créé par la Maison des Journalistes et la mission Arcadi, qui permet aux lycéens de rencontrer des journalistes exilés qui partagent avec eux leurs expériences et tentent de les sensibiliser à la cause de la liberté de la presse et de la défense de démocraties.
Rahama est l'invité de l'Institut du Monde arabe pour la nuit de la poésie en 2017.
Depuis 2016, il a obtenu l'asile politique en France. Il vit désormais à Nogent-sur-Oise. Sa femme et ses quatre enfants sont toujours en Éthiopie. 